# 추이스핑
추이스핑(崔世平(최세평), 1960년 5월 3일 ~ )은 마카오의 대학 교수 겸 정치인이다.

## 발자취
포르투갈령 마카오에서 태어난 그는 중화인민공화국 광둥 성 장먼(신후이)에서 갓난쟁이 어린 시절을 보냈고 초등학교 입학을 하기 이전에 포르투갈령 마카오로 돌아온 이후 먼 훗날 대학 시절 미국 유학을 하여 워싱턴 주립 대학교 토목공학과 학사 과정을 거쳐 캘리포니아 주립 대학교 버클리 캠퍼스 대학원 토목공학과 공학 석사 과정을 나온 후, 중화인민공화국 본토 유학을 하여 중화인민공화국 베이징 칭화 대학교 대학원 건축학과 공학박사 과정을 나온 그는 제13차 마카오 전국인민대표대회(마카오 전인대) 대표위원, 중국대륙과학기술협회 전국기술대표위원, 제6차 마카오 특별행정구 입법위원회 대표입법위원, 마카오 특별행정구 신역도시계획 및 엔지니어링 컨설팅 유한회사 전임이사(전무이사), 마카오 중치위안 투자개발유한공사 최고경영자(CEO) 및 마카오 청년창업인큐베이팅센터 회장 등을 지냈고 또한 그는 제9~12기 마카오 전국인민대표대회(마카오 전인대) 대표위원, 제3~5차 마카오 입법위원회 대표입법위원, 마카오 특별행정구 문화산업위원회 부위원장 등을 지냈다.